# Radical 192
Le radical 192, qui signifie le vin sacrificiel, est un des 8 des 214 radicaux chinois répertoriés dans le dictionnaire de Kangxi composés de dix traits.
Le caractère Unicode de 鬯 est 9B2F.

## Caractères avec le radical 192
| nombre de traits          | caractères |
| ------------------------- | ---------- |
| Sans trait supplémentaire | 鬯         |
| 11 traits supplémentaires | 鬰         |